# Alone in the Dark (série de jeux vidéo)
 (août 2015).
Si vous disposez d'ouvrages ou d'articles de référence ou si vous connaissez des sites web de qualité traitant du thème abordé ici, merci de compléter l'article en donnant les références utiles à sa vérifiabilité et en les liant à la section « Notes et références ».
Pour les articles homonymes, voir Alone in the Dark.
Alone in the Dark est une série de jeux vidéo française de type aventure/survival horror commencée en 1992 et éditée par Infogrames (maintenant Atari SA). La ligne directrice de l'histoire du jeu original s'inspire des nouvelles de H. P. Lovecraft, les autres titres faisant référence au vaudou, à l'Ouest sauvage américain ainsi qu'au travail de H. R. Giger.
En 2005, un film Alone in the Dark basé sur la série est réalisé par Uwe Boll. Il s'inspire en partie du 4e opus, Alone in the Dark: The New Nightmare (2001), et très lointainement de la trilogie originale des années 1990. Le 4 octobre 2005, Atari — marque désormais utilisée par Infogrames — annonce son intention de développer un nouvel épisode destiné à la console Xbox 360. Le jeu Alone in the Dark sort en 2008, développé par Eden Games.
Le 20 septembre 2018, après plusieurs années de litige entre Atari SA et le créateur de la série, Frédérick Raynal, la licence est rachetée par l'éditeur autrichien THQ Nordic.

## La série
- 1992 - Alone in the Dark
- 1994 - Alone in the Dark 2
- 1995 - Alone in the Dark 3
- 1996 - Alone in the Dark - La trilogie (ensemble des trois épisodes)
- 2001 - Alone in the Dark: The New Nightmare
- 2008 - Alone in the Dark
- 2015 - Alone in the Dark: Illumination
- 2024 - Alone in the Dark

### La trilogie originale (1992-1996)
Le projet initial, In the Dark, s'est imposé par la réalisation préalable du moteur de jeu original. Créé en 1991 par Frédérick Raynal comme petit projet indépendant chez Infogrames, avec l'aide de Didier Chanfray qui a réalisé les modèles 3D, un prototype fonctionnel permet alors de suivre l'évolution d'un personnage dans un grenier, le tout en 3D. C'est ce prototype qui permit de convaincre la direction d'Infogrames de véritablement lancer le projet.
Concernant le moteur de jeu, c'est le premier moteur de jeu à utiliser des séquences d'animations interpolées. Le principe est de faire calculer à la machine les images intermédiaires d'une animation se trouvant entre deux images clés. Cela permet notamment de réduire la taille mémoire des animations et surtout d'adapter la séquence affichée à la puissance de la machine (sélection du nombre d'images intermédiaires à calculer et à afficher par seconde). Il a subi des améliorations pour les jeux Alone in the Dark, 2, et 3 et a encore été utilisé pour Time Gate : Le Secret du templier en 1996.
Alone in the Dark est le premier jeu de la série, rétroactivement considéré comme l'un des tout premiers jeux de type survival horror. Il est créé par Infogrames et sort sous DOS en 1992. Interplay en créera un portage pour console 3DO en 1994 sortie uniquement sur cette console en Europe et aux États Unis. Cette version console, grâce au support CD, à permis au jeu d’avoir des doublages. La version européenne est entièrement traduite et doublée en français. Peu de temps après la sortie de Alone in the Dark, un désaccord important entre l'équipe et Bruno Bonnell (président d'Infogrames) eut lieu concernant la direction que la suite devrait prendre. Frédérick Raynal ainsi qu'une partie de l'équipe s'est retiré du projet et n'a donc plus participé au développement des deux suites.
Jack in the Dark est une publicité pour l'opus no 2 de Alone in the Dark présenté sous forme d'un très petit jeu survival horror et livrée avec certaines versions du premier Alone in the Dark pour la Noël 1993. Ce jeu est un conte de Noël où le joueur incarne Grace Saunders — la petite fille que l'on propose de retrouver dans Alone in the Dark 2 — et doit sauver le père Noël d'un méchant diable en boîte. Jack in the Dark est un pur jeu d'aventure à résolution d'énigmes, il n'y a pas de combats.
Alone in the Dark 2, suite du jeu original, est un jeu plus dynamique. C'est un jeu plus orienté sur l'action que son prédécesseur, avec un penchant pour les armes à feu et les échanges de tirs, qui en résultent des combats plus difficiles. Créé par Infogrames et publié en 1994 sous DOS, il a été porté par Interplay sur 3DO, cette version, contrairement aux autres consoles, elle la seule à être traduite en français (doublage français inclus). Alone in the Dark: Jack is Back, une version améliorée, sera développé en 1996 par Infogrames à destination des consoles Sega Saturn et PlayStation. Cette version est également connue sous le nom de Alone in the Dark: One-Eyed Jack's Revenge n’est pas traduite ni doublée en français contrairement à la version 3DO.
Alone in the Dark 3, est le dernier jeu de la trilogie originale. Sorti sous DOS en 1995, le jeu essaye de retrouver le gameplay du jeu original. Une version pour Windows 95 connue sous le nom de Alone in the Dark: Ghosts in Town sera portée par Infogrames en 1996.

### Alone in the Dark: The New Nightmare
Ce jeu a été développé par Darkworks et édité en 2001 par Atari à destination des plates-formes Dreamcast, PlayStation, PlayStation 2, PC et Game Boy Color.
Une professeur d'ethnologie, Aline Cedrac et Edward Carnby, détective partent pour l'île de Shadow Island. Leur avion se fait attaquer par un monstre et s'écrase. Les deux héros sont séparés et le joueur peut ainsi jouer l'un ou l'autre. En jouant Carnby la partie est bien plus inquiétante et il y a plus d'action; mais la partie avec Aline est plus énigmatique et mystérieuse. La présence des monstres est dévoilée au fur et à mesure de l'aventure. 

Le jeu se caractérise par une atmosphère très inquiétante, voire effrayante, accentuée par le réalisme de l'ensemble qui plonge le joueur dans la peau du personnage. Pour survivre sur cette île peuplée de créatures monstrueuses, il n'y a pas d'autres solutions que d'utiliser avec parcimonie les munitions, les trousses de soin et les amulettes de sauvegarde récoltées sur le parcours.
Guillaume Canet et Emma de Caunes devaient prêter leur voix à Edward Carnby et Aline Cedrac pour la version française du jeu. Cependant une fois les enregistrements réalisés, il fut décidé que leur interprétation manquait cruellement de conviction et l'ensemble des voix fut réenregistré par des acteurs professionnels du doublage. Ce sont donc Virginie Méry et Cédric Dumond qui incarnent respectivement Aline Cedrac et Edward Carnby.

### Alone in the Dark(2008)
Alone in the Dark, de son nom complet Alone in the Dark: Near Death Investigations ou Alone in the Dark: Inferno pour la version Play Station 3, est sorti en France en juin 2008. Le développeur Eden Studios a réalisé les versions pour Xbox 360, PlayStation 3 et Windows, tandis qu'un second développeur, Hydravision, s'est occupé des versions Wii et PlayStation 2.
C'est la première fois qu'un jeu est proposé avec beaucoup de différences entre les versions, La Version Hydravision (PlayStation 2 et Wii) se retrouve avec une version modifiée, des éléments graphiques modifiés, les grandes lignes du scénario sont présentes mais la version Hydravision est tronquée et propose une fin alternative à la version Eden Studios (Pour PlayStation 3, Xbox 360 et PC) qui s'avère être la version complète du jeu.

## Les personnages importants
- Edward Carnby
- Emily Hartwood
- Grace Saunders
- Ezechiel Pregzt/Eliah Pickford
- One Eye Jack
- Elizabeth Jarret
- Jedediah Stone
- Aline Cedrac

## Référence
1. 1 2  Marcus (ill. Guillaume Lapeyre, photogr. Raoul Dobremel, mise en couleurs Julien Nido), Nos Jeux vidéo 90-2000 : De la raquette de Pong au racket dans GTA, l'irrésistible ascension des jeux vidéo, Paris, Hors Collection, coll. « Nostalgie / Nostalgie illustré », 9 octobre 2014, 1re éd. (1re éd. 2014), 142 p., 260 × 260 mm, broché (ISBN 978-2-258-11049-6, BNF 44203686, présentation en ligne), partie 1, « La PlayStation, le retour du jeu cool ! », p. 11
2. ↑  Marc Pétronille, « Alone in the dark », Pix'n love, no 21,‎ 2012, p. 58-73